# Dirk de Graeff van Polsbroek

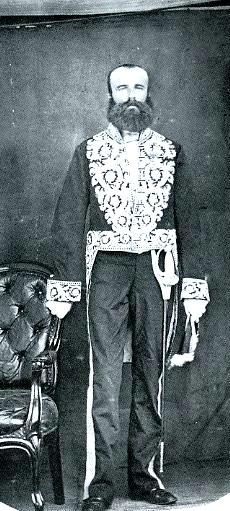
Dirk de Graeff van Polsbroek nel 1863

Jonkheer Dirk de Graeff van Polsbroek (Amsterdam, 28 agosto 1833 – L'Aia, 27 giugno 1916) è stato un diplomatico olandese.

## Biografia
Gli antenati di Dirk de Graeff van Polsbroek della famiglia De Graeff erano patrizi ereditari e reggenti della città di Amsterdam. I suoi genitori erano Gerrit IV de Graeff (1797–1870), libero signore (Vrijheer) di Zuid-Polsbroek e Purmerland-Ilpendam, consigliere comunale e industriale di Amsterdam, e Carolina Ursulina Stephania Engels (1795–1864).
Tra il 1863 e il 1868 fu console generale olandese e poi ministro residente e plenipotenziario olandese fino al 1870, inviato di fatto in Giappone. Perché all'epoca non esisteva un ambasciatore, assunse lo stesso incarico.

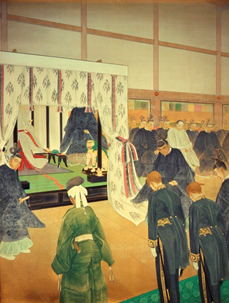
Ricevimento di Dirk de Graeff van Polsbroek e Léon Roches all'Imperatore Meiji

Il 23 marzo 1868, l'imperatore Meiji ricevette a Edo (poi Tokyo) il diplomatico olandese Dirk de Graeff van Polsbroek e il diplomatico francese Léon Roches come primi inviati europei nella storia giapponese. De Graeff van Polsbroek fu un importante rappresentante del governo olandese che riuscì a gettare le basi per la moderna rappresentanza diplomatica in Giappone e il primo diplomatico ad avere una residenza permanente in Giappone (paragonabile a un moderno ambasciatore). Durante la sua permanenza in Giappone, assistette l'imperatore Meiji e il suo governo come consigliere nei negoziati con gli stati occidentali. Fu rappresentante, inviato e ministro plenipotenziario di vari stati europei e, grazie ai suoi rapporti con Meiji, al governo giapponese e alla sua conoscenza dello stato, svolse un ruolo centrale nei negoziati e nella conclusione di trattati tra il Giappone e vari stati occidentali. Ciò gli permise di concludere per loro numerosi contratti commerciali vantaggiosi.
Dirk de Graeff van Polsbroek fu anche un appassionato cronista e fotografo del cambiamento sociale giapponese al tempo della Restaurazione Meiji. Il suo figlio maggiore Andries Cornelis Dirk de Graeff ha avuto una grande carriera politica. Era un diplomatico e statista olandese, anche come ambasciatore a Washington, governatore generale (viceré) delle Indie orientali olandesi e ministro degli esteri dei Paesi Bassi.

## Opere
- Dirk de Graeff van Polsbroek: Journaal van Jonkheer Dirk de Graeff van Polsbroek, 1857-1870: Belevenissen van een Nederlands diplomaat in het negentiende eeuwse Japan. Assen, Van Gorcum, 1987, ISBN 90-232-2257-1.
- Dirck de Graeff van Polsbroek: Aanval in de Japanse wateren op de Nederlandsche stoomkorvet Medusa. In: Koloniale Jaarboeken, Jahrgang 3.
- P. de Graeff (P. Gerritsz de Graeff und Dirk de Graeff van Polsbroek): Genealogie van de familie De Graeff van Polsbroek. Amsterdam 1882.